# 140620 Raoulwallenberg
140620 Raoulwallenberg este un asteroid din centura principală de asteroizi.

## Descriere
140620 Raoulwallenberg este un asteroid din centura principală de asteroizi. A fost descoperit pe 21 octombrie 2001 la Observatorul Desert Eagle de William Kwong Yu Yeung. Asteroidul prezintă o orbită caracterizată de o semiaxă mare de 2,78 ua, o excentricitate de 0,07 și o înclinație de 7,2° în raport cu ecliptica.